# Paratya boninensis
Paratya boninensis is een garnalensoort uit de familie van de Atyidae. De wetenschappelijke naam van de soort is voor het eerst geldig gepubliceerd in 2005 door Satake & Cai.